# Посольство Украины в Бразилии
Посольство Украины в Бразилии (укр. Посольство України у Бразилії, порт. Embaixada da Ucrânia no Brasil) — дипломатическая миссия Украины в Бразилии, находится в Бразилиа.

## Задачи посольства
Основные задачи Посольства Украины в Бразилии — представлять интересы Украины, способствовать развитию политических, экономических, культурных, научных и других связей, а также защищать права и интересы граждан и юридических лиц Украины, находящихся на территории Бразилии, Боливии, Гайаны и Суринама.
Посольство способствует развитию межгосударственных отношений между Украиной и Бразилией на всех уровнях, с целью обеспечения гармоничного развития взаимных отношений, а также сотрудничества по вопросам, представляющим взаимный интерес. Посольство также выполняет консульские функции.

## История дипломатических отношений
Бразилия признала независимость Украины после распада СССР 26 декабря 1991 года, а официальные дипломатические отношения между странами были установлены 11 февраля 1992 года.

## Руководители дипломатической миссии
- Александр Николаевич Никоненко (2 апреля 1996[2] — 9 марта 2000[3])
- Юрий Вадимович Богаевский (2 августа 2001[4] — 14 июня 2006[5])
- Геннадий Владимирович Роговец (исполняющий обязанности, сентябрь 2006 — апрель 2007)
- Владимир Иванович Лакомов (16 апреля 2007[6] — 12 мая 2010[7])
- Игорь Олегович Грушко (4 июня 2010[8] — 24 марта 2012[9])
- Ростислав Владимирович Троненко (24 марта 2012[10] — 6 октября 2021[11])
- Анатолий Олегович Ткач (исполняющий обязанности, 2021 — 2023)
- Андрей Ярославович Мельник (20 июня 2023[12] — 7 апреля 2025[13])

## Консульские учреждения
На территории Бразилии:
- Почётное консульство в Куритиба
- Почётное консульство в Сан-Паулу

На территории аккредитованных государств:
- Почётное консульство в Санта-Крус-де-ла-Сьерра, Боливия